# مابولولو
مابولولو (مواليد 1 يونيو 1992) هو لاعب كرة قدم أنغولي يلعب كمهاجم في نادي بولاق الدكرور. حاليا يلعب في النادي الأهلي طرابلس الليبي و يتألق كثيرا في الدوري الليبي ..

## إنجازاته
- بطل الدوري الليبي الممتاز 2024-2025
- هداف الدوري الليبي الممتاز 2024-2025